# Siphocampylus cordatus
Siphocampylus cordatus là loài thực vật có hoa trong họ Hoa chuông. Loài này được (Willd. ex Schult.) E.Wimm. miêu tả khoa học đầu tiên năm 1953.